# Zakaj sploh kaj obstaja
Vprašanje »Zakaj sploh kaj obstaja?« ali »Zakaj je na svetu nekaj, ne pa nič?« je slavno vprašanje, ki so ga obravnavali že skoraj vsi filozofi, med njimi tudi Gottfried Wilhelm Leibniz, Ludwig Wittgenstein in Martin Heidegger, ki je to vprašanje imenoval osnovno vprašanje metafizike.

## Pregled
Vprašanje je postavljeno celovito, ne sprašuje pa po obstoju nečesa določenega, kot na primer vesolja, mnogovesolja, prapoka, matematičnih in fizikalnih zakonov, časa, zavesti ali boga. To je odprto metafizično vprašanje.